# 동중서
동중서(董仲舒, 기원전 176년? ~ 기원전 104년)는 중국 전한 중기의 대표적 유학자로 신도국(信都國) 광천현(廣川縣)(현재는 허베이성 징 현 (헝수이 시))출신이다. 한나라 초기의 사상계가 제자백가의 설로 혼란하고 유교가 쇠퇴하였을 때, 도가의 설을 물리치고 유교 독립의 터전을 굳혔다. 무제(武帝)를 섬겨 총애를 받아 유교를 채용하고 교육 행정으로 공헌하였다. 이로써 뒷날 중국의 정신적 발전에 중요한 영향을 미쳤다. 동중서의 사상적 특징은 재이설(災異說) 즉, 인간(위정자)이 악행(실정)을 거듭하면 자연(하늘)이 재앙(천재지변)을 일으켜 이를 문책한다는 믿음이다.

## 생애

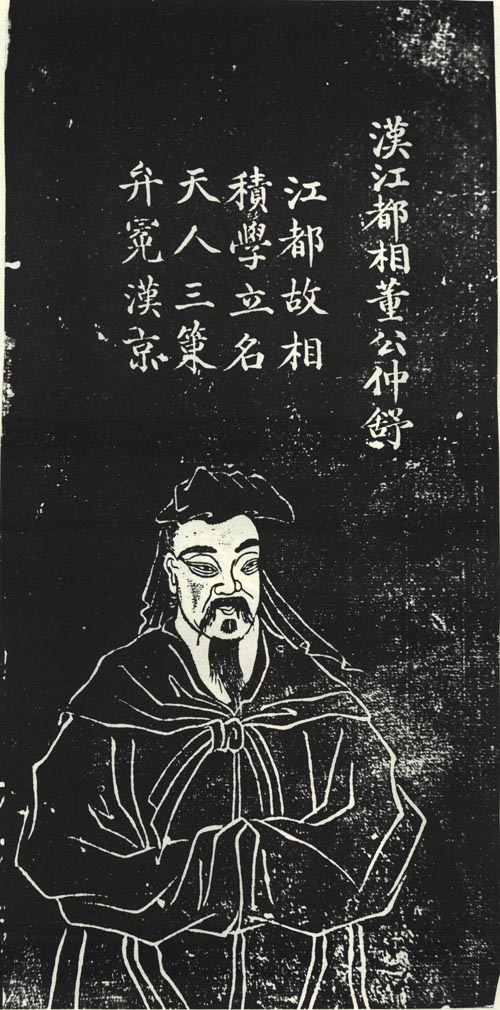
동중서

젊어서 《춘추공양전》(春秋公羊傳)을 배우고 경제 때 박사(博士)가 되었다. 무제는 즉위하면서 전국에서 현량(賢良)과 문학의 선비를 불러서 시무를 논하였는데 동중서도 현량의 자격으로 의견을 진술하였다. 그는 그때 성인(聖人)은 천명(天命)을 받아서 정치를 행하는 자로 교화(敎化)에 의하여 백성의 본성(本性)을 갖게 하고, 제도에 의하여 백성의 정욕을 절제케 해야 한다고 주장했다. 그러면서 교화에 있어서는 유학만을 정통적 학문으로 정해야 할 것이라고 하였다. 이 주장으로 한나라의 정부는 법가나 종횡가의 말을 물리쳐 채택하지 않고 오경박사를 설치하는 등 유학의 정신이 정책에 반영하게 되었다.
무제 건원(建元) 원년(기원전 140년) 음력 겨울 10월, 무제가 조서를 내려서 현량하고 방정하며 직언하고 극간(極諫)하는 선비를 천거하도록 하였다. 이때 무제가 직접 옛날과 오늘날의 잘 다스리는 도리(治道)에 관한 대책을 물었더니, 대답한 사람이 100여 명이었다. 그중 동중서가 아래와 같이 대답하였다.
도(道)라는 것은 다스리는 길로 좇아가는 것이어서 인, 의, 예, 악이 모두 그 도구입니다. 그러므로 성스러운 왕은 이미 죽었어도 자손들이 오래가고 안녕함이 수백 세를 가는데, 이것은 모두 예악으로 교화한 공로 때문입니다.
무릇 인군(人君)은 편안하게 있으려고 하지 않는 이가 없지만, 정치가 어지러워지고 나라가 위태로워지는 경우가 참으로 많은데, 책임을 맡은 사람이 그에 적당한 사람이 아니고, 종사하는 것이 그 도에 적합하지 않으니, 이리하여서 정치가 날로 기울어져서 멸망하는 것입니다,
무릇 주나라의 도는 유왕과 여왕에서 쇠퇴하였는데, 도가 없었던 것이 아니고 유왕과 여왕이 좇지 않은 것입니다. 선왕에 이르러서 옛날 돌아가신 왕들의 덕을 생각하며, 막힌 것을 일으키고 해진 것을 보충하여 문왕과 무왕의 공로와 업적을 밝혀 주나라의 도를 찬연하게 부흥시켰으니, 이것은 밤낮으로 게으르지 않고 선을 시행하여 도달한 것입니다.
공자가 이르기를, ‘사람이 도를 넓힐 수가 있는 것이지, 도가 사람을 넓힐 수 있는 것이 아니다.’라고 하였습니다. 그러므로 치란(治亂)과 폐흥(廢興)은 자기에게 있고, 하늘이 운명을 내려주는 것이 아니지만 위반할 수도 없는데, 그가 갖고서 조정하는 것이 그릇되면 그는 통치권을 잃을 것입니다.
인군(人君)된 사람은 마음을 바르게 하여서 조정을 올바르게 하고, 조정을 올바르게 하고서 백관을 올바르게 하고, 백관을 올바르게 하고서 만백성을 올바르게 하며, 역시 만백성이 올바르고 나서야 사방이 올바르게 됩니다.
사방이 올바르게 되면 멀고 가까운 곳의 사람들이 감히 올바른 것에서 통일되지 않는 것이 없고, 사악한 기운이 그 사이에서 간사하게 할 수 없으니, 이로써 음양은 순조롭고 비와 바람이 때를 맞추고, 뭇 생명들은 평화롭고 만백성들이 자라며 여러 복된 물건들이 나타나는 상서로움은 다 이르지 않는 일이 없으므로 왕도의 끝입니다.
공자께서 ‘봉황새가 오지 않고 하(河, 황하)에서 그림[龍圖]이 나오지 않으니 나는 그만이다.’라고 하였습니다. 이런 물건을 이르게 할 수 있지만 자신은 비천하여 이르게 할 수 있음을 스스로 슬퍼한 것입니다. 이제 폐하께서는 귀하기로는 천자이고, 부유하기로는 사해를 가졌고, 오게 할 수 있는 자리에 계시고, 조정할 수 있는 세력을 가졌고, 또 오게 할 만한 자질을 가지셨는데, 행하는 일은 높고 은덕은 두터우며, 지혜는 밝고 뜻은 아름다우며, 백성을 사랑하고 선비를 좋아하니 이른바 의(誼)로운 군주입니다.
그러나 천지는 아직 감응하지 않고, 아름답고 상서로움이 아직 이르지 않는 것은 무엇 때문입니까? 무릇 교화가 확립되지 아니하여 만백성이 옳지 않아서입니다. 무릇 만민들이 이로움을 좇는 것은 마치 물이 아래로 흘러가는 것과 같아서 교화로써 이를 막지 아니하면 이러한 것을 중지시킬 수가 없습니다.
옛날에 제왕이 된 사람은 이것에 밝았으니, 그러므로 남쪽을 향해 앉아서 천하를 다스리면서, 교화를 커다란 임무로 하지 않은 적이 없습니다. 태학(太學)을 세워서 나라에서 가르치고 상서(庠序)를 설치하여 읍에서 교화하여, 점차 인(仁)으로 백성을 물들게 하며 마땅함으로 백성들을 어루만지며 예로써 백성들을 절도 있게 하셨으니, 그러므로 그 형벌은 아주 가벼이 하였지만 법금을 범하지 않는 것은 교화가 시행되어 습속이 아름다워져서입니다.
성스러운 임금이 어지러운 시대를 이어받으면서 그 흔적을 소제하여 이를 모두 제거하고 다시 교화를 닦아서 이를 높이 일으키는 것인데, 교화가 이미 밝혀졌다면 습속은 이미 완성된 것이며, 자손들도 이를 좇을 것이니 500~600년을 시행한다 하여도 오히려 아직 실패하지 않을 것입니다.
진나라는 먼저 계셨던 성인들의 도를 없애고, 몹시 구차한 정치를 하였으니 그러므로 세우고서 14년 만에 망하였으며, 그들이 남겨 놓은 남은 독소의 매서움은 오늘날까지도 없어지지 않고 있어서 습속을 경박하고 악하게 하였고, 인민들을 시끄럽고 완고하게 하였으며, 무리하게 부딪치고 특별히 저돌적이어서 익히 썩은 것이 이와 같이 심한 것입니다.
가만히 이를 비유하건대, 거문고와 비파가 조화를 이루지 못한다면 심한 것은 반드시 풀어서 다시 고쳐야 칠 수 있는 것과 같으니, 정치가 시행되지 않아서 심하다면 반드시 변화시켜서 이를 다시 만들어야 마침내 가지런해질 수 있습니다. 그러므로 한나라는 천하를 얻은 이후로 항상 잘 다스리려고 하였으나, 오늘날에 이르러서도 잘 다스려지지 않고 있는 것은 마땅히 이를 다시 교화해야 하나 다시 교화하지 아니한데서 이를 잃었습니다.
신이 듣건대 성스러운 제왕이 천하를 다스리면서 젊으면 이를 익혀 배우게 하고, 자라면 그 재주로 그에게 자리를 주는데 작위와 녹봉을 받아서 그 덕을 함양하게 하며, 형벌을 주어서 그 악한 것에 위엄을 보이니, 그러므로 백성들은 예(禮)와 의(誼)에 밝게 되고, 윗사람을 범하는 것을 부끄럽게 여깁니다.
무왕이 커다란 의(誼)를 시행하시어 잔적(殘賊)을 평정하고, 주공이 예악을 만드시어 그들을 문채 나게 하였고, 성왕과 강왕의 융성한 시대에 이르니, 영어(囹圄)가 40여 년 동안이나 텅 비어 있었는데, 이것은 역시 바로 그들을 교화하여 인의(仁誼)가 점점 스며들어 흘러내리게 한 것이며, 다만 살과 피부를 상하게 하여 나온 효과만은 아닙니다.
진나라에 이르러서는 그러하지 아니하였습니다. 신불해(申不害)와 상앙(商鞅)의 법을 스승으로 삼고 한비자(韓非子)의 설(說)을 시행하며, 제왕의 도를 싫어하고 이리 같은 탐욕으로 습속을 만들어서 명목에 책임지우고 실제를 돌아보지 않으니, 선을 행하는 사람이라 하여도 반드시 면하지도 않고 악을 범한 자도 아직은 반드시 형을 받지 않았습니다.
이리하여서 모든 관리들은 헛된 말로 겉치장을 하고 사실은 돌아보지 않으며, 겉으로는 임금을 섬기는 예를 갖고 있으되 속으로는 윗사람을 배신하는 마음을 갖고 있으니, 거짓을 만들고 속이는 것을 수식하며 이익을 좇으면서도 수치심이 없었으니, 이리하여 형벌을 받는 자는 많아지고, 죽는 자도 서로 바라보게 되었지만, 간사함이 쉬지를 않아 풍속이 변하여 그렇게 하였습니다.
이제 폐하께서는 아울러 천하를 가져서 이끌어 복종하지 않는 사람이 없는데, 공로를 백성들에게 더해 주지 않았다면 거의 왕의 마음이 더해지지 않았을 것입니다.
증자(曾子)가 이르기를, ‘들은 바를 존중하면 고명(高明)해지고, 아는 바를 실행하면 광대(光大)해진다. 고명하고 광대해지는 것은 다른 데 있지 않고, 이에 뜻을 더하여 주는데 있을 뿐이다.’라고 하였습니다. 바라건대 폐하께서는 들은 바를 쓰시어, 속에서 정성을 가지고 이를 실행하기에 이른다면 삼왕(三王)이라 하여 무엇이 다르겠습니까?
무릇 평소에 선비를 기르지 아니하고 똑똑한 사람을 찾으려 한다면, 비유하자면 마치 옥을 다듬지 아니하고 광채를 갖기를 바라는 것과 비슷합니다. 그러므로 선비를 기르는 방법 가운데 큰 것은 태학(太學)보다 큰 것은 없는데, 태학이란 똑똑한 선비들이 말미암는 곳이며 교화의 근원입니다. 이제 한 군(郡)과 한 국(國)의 많은 대책으로 이에 응답하는 서신이 없다면 이는 왕도가 왕왕 끊기는 것입니다.
신이 바라건대 폐하께서는 태학을 일으키시고, 밝은 스승을 두시어 천하의 선비를 기르며, 자주 시험을 보고 물어서, 그들의 재주를 다 발휘하게 하면 뛰어난 사람들을 마땅히 얻을 수 있을 것입니다. 오늘날의 군수와 현령은 백성들의 사수(師帥, 스승의 우두머리)이어서, 흐름을 이어받아 펼치고 교화되게 하는 바이니, 그러므로 사솔이 똑똑하지 못하면 주상의 덕이 전파되지 못하고, 은택도 흘러나가지 않습니다.
오늘날 관리[吏]는 이미 아랫사람에게 교훈을 할 수 없으며, 혹은 주상의 법을 이어받아 쓰지도 아니하고, 백성들에게 포학하며 간사한 사람들과 거래를 하여 빈궁하고 외롭고 약한 사람이 원통하게 고생하며 일자리를 잃어서 심하게 폐하의 뜻에 맞지 않으니, 이로써 음양이 뒤섞이고 재앙의 기운이 가득 차서 많은 산 사람들이 보살핌을 받지 못하고, 여민(黎民)은 아직 구제되지 못하는데, 모두 장리(長吏)들이 밝지 못하여 여기에 이르게 한 것입니다.
무릇 장리는 대부분 낭중, 중랑과 이(吏)이천석의 자제에서 나오는데, 낭리(郎吏)를 선발하는 데는 또 부유함으로써 하니, 아직은 반드시 똑똑하지만은 않습니다. 또 옛날에는 이른바 공로를 세운 사람이라고 하여도 관리로 임명되어서는 직책에 맞게 하였는가를 가지고 차이를 두었지, 날짜를 쌓아 오래되었는가를 말하지 아니하였으니, 그러므로 재주가 적은 사람은 비록 날짜를 쌓았다 하여도 낮은 관직을 떠나지 못하였고, 똑똑한 인재는 비록 오래되지 아니하였어도 보필하고 돕는데 방해가 되지 아니하였으며, 이리하여서 유사는 힘을 다하고 지혜를 다해 그의 업무를 처리하는데 힘써서 공로를 세우는 데로 나아갑니다.
지금은 그렇지 아니합니다. 날짜만 쌓으면 귀한 자리를 차지하고 오래도록 있으면 관직에 이르니, 이리하여서 염치는 혼란으로 바뀌고, 똑똑한 사람과 불초한 사람이 섞여서 그 진짜를 얻을 수가 없습니다.
신은 어리석으나 여러 열후와 군수, 이천석으로 하여금 각기 그가 관할하는 곳의 관리나 백성 가운데 똑똑한 사람을 골라서 1년에 각각 두 명씩을 뽑아 올려 숙위하도록 하고, 또 대신의 능력을 보는데, 올린 것이 똑똑한 사람이라면 상을 내리고, 올린 것이 불초한 사람이라면 벌을 줍니다.
무릇 이와 같이 하여 여러 이(吏)이천석은 모두 마음을 다하여 똑똑한 사람을 찾을 것이며, 천하의 선비들을 얻어서 관리로 부릴 수가 있습니다. 널리 천하의 똑똑한 사람을 얻는다면 삼왕의 번성함도 쉽게 되며, 요와 순의 명성도 따라잡을 수 있을 것입니다.
세월을 가지고 공로로 삼지 말고, 실제로 현명함과 능력을 시험하는 것을 제일로 삼고, 재주를 헤아려 관직을 주며 덕행을 기록하여 자리를 정한다면, 청렴함과 수치스러움이 구별되며, 현명한 사람과 불초함이 다른 곳에 있게 될 것입니다.
신이 듣건대, 적은 것을 모아서 많은 것을 이룩하며, 작은 것을 쌓아서 크게 된다 하였으니, 그러므로 성인은 어두움을 밝게 하고 미세한 것을 드러나게 하지 않는 것이 업승며, 이로써 요(堯)는 제후들 속에서 발탁되었으며, 순(舜)은 깊은 산속에서 일어났는데 하루 만에 드러난 것이 아니라 조금씩 이에 이른 것입니다.
말은 자기에게서 나왔지만 막을 수가 없고, 행동은 몸에서 나오지만 가릴 수가 없으니, 말과 행동은 다스리는 것 중에 큰 것이어서 군자가 천지를 움직이는 까닭입니다. 그러므로 작은 것을 다하여 크게 되고, 미미한 것을 신중히 하여 드러나는 것이고, 선(善)을 자기 몸에 쌓는 것은 마치 해가 길어지는 것이 더해지지만 사람은 모르는 것과 같고, 악을 자기 몸에 쌓아가는 것은 마치 불이 기름을 녹이는데 사람은 보지 못하는 것과 같으니, 이는 당(唐)과 우(虞)가 아름다운 명예를 얻었고, 걸과 주가 슬퍼하며 두려워지게 된 까닭입니다.
무릇 즐겁지만 음란하지 않고, 다시 하여도 싫지 않은 것이 도(道)입니다. 도라고 하는 것은 만세를 가도 폐단이 없으니, 폐단이라는 것은 도의 실종입니다. 선왕(先王)의 도가 치우쳐 일으키지 않는 곳이 있으니, 그러므로 정치에 밝지 못하여 시행되지 않으니 그 치우친 것을 드러내어 폐단을 보충할 뿐입니다.
삼왕의 도는 근원하는 곳은 다르나 그것이 상반된 것은 아니고, 장차 모두 넘치는 것을 구하고 쇠약한 것을 부축하려는 것이지만 만난 것이 변하여 그리 되었습니다. 그러므로 공자께서 ‘하지 않고서 다스린 사람, 그분이 순이다!’라고 하였는데, 정삭을 고치고, 복색을 바꾸어서 천명을 좇았을 뿐이고 그 나머지는 모두 요(堯)의 도를 따랐으니, 무엇을 바꾸었겠는가! 그러므로 제왕 된 사람은 제도의 이름을 고쳐도 도의 알맹이를 변경시키는 일은 없습니다. 그러나 하(夏)가 충(忠)을 존중하였고, 은(殷)이 경(敬)을 숭상하였으며, 주나라가 문(文)을 숭상한 것은 계승한 것[폐단]을 구하기 위해 마땅히 이를 써야 하였습니다.
공자께서 ‘은은 하의 예를 이어서 덧붙이거나 뺐던 것을 알 수 있다. 주는 은의 예를 이어서 덧붙이거나 뺐던 것을 알 수 있는데, 그러니 혹 주를 계승하는 사람도 비록 백세(百世)라 하여도 알 수 있다.’라고 하였습니다. 이것은 100명의 왕이 쓴 것도 이 세 사람의 것으로 한다고 말한 것입니다. 하는 우(虞)를 이었으나 다만 덜고 늘린 것을 말하지 않았지만 그 도는 하나이며 위와 같아서입니다.
도의 커다란 근원은 하늘에서 나온 것이며, 하늘은 변하지 않고 도도 역시 변하지 않으니, 이리하여 우(禹)는 순을 잇고 순은 요를 이어서, 세 성인은 서로 받아 하나의 도를 지켰으며, 폐단을 담을 일이 없는 정치를 하였으니, 그러므로 덜어내고 덧붙일 것을 말하지 않았습니다. 이것으로부터 살펴보건대, 잘 다스린 시대를 이어받은 사람은 그 도를 같이하고, 어지러운 시대를 이어받으면 그 도를 바꿉니다.
지금 우리 한은 커다란 혼란이 있었던 싣의 뒤를 이었으므로 만약에 마땅히 주나라의 문치(文治)를 조금 덜어낸다면 하의 충을 채용하여야 할 것입니다. 무릇 옛날의 천하도 오늘날의 천하이니, 다 같은 천하여서, 옛것으로 오늘날의 기준으로 삼으면 하나인데 어찌하여 서로의 차이가 멉니까? 어찌 어그러지고 쇠락해 가는 것이 이와 같습니까? 생각하건대 옜날의 도에서 잃어버린 것이 있습니까? 하늘의 이치에 속이는 것이 있습니까?
무릇 하늘도 역시 나누어 준 것이 있습니다. 이빨을 준 것에게는 뿔을 주지 않았고, 날개를 붙여준 것에게는 그 발을 두 개로 하였으니, 이는 큰 것을 받은 자는 적은 것을 빼앗을 수 없게 한 것입니다. 옛날에 준 녹(祿)이라는 것은 힘을 사용하여서 밥을 먹지 않게 하는 것으로 말업(末業, 상업)에서 움직이지 않게 한 것이니, 이는 큰 것을 받은 사람은 작은 것을 얻을 수 없게 한 것으로 하늘과 뜻을 같이 하는 것입니다.
무릇 이미 큰 것을 받고도 또 작은 것을 빼앗는 것은 하늘도 만족할 수 없는 것인데, 하물며 사람에게서야! 이 백성들이 시끄러운 까닭은 부족한 것을 고생스럽게 여기기 때문입니다. 몸은 총애를 받고 높은 자리에 올라 있고, 집안은 따뜻하며 후한 녹봉을 받아먹는데, 부귀한 밑천과 힘을 이용하여 백성과 더불어 아래에서 이익을 다툰다면, 백성이 어떻게 그와 같을 수 있겠습니까?
백성들은 날로 깎이고 달로 움츠러들어서 크게 궁색한 데에 빠집니다. 부자는 사치가 넘쳐흐르게 되고 가난한 사람은 더욱 궁색하고 급하며 근심하고 고달프니 백성들은 살기를 즐기를 아니하는데 어찌 죄짓는 일을 피할 수 있겠습니까? 이것이 바로 형벌이 많아지는 까닭이며, 간사한 사람을 헤아릴 수 없는 까닭입니다.
천자와 대부란 사람은 아래에 있는 백성이 보고 본받으려는 하니, 멀리 있는 사방에서 안으로 바라보고 있어서 가까이 있는 자는 그를 모방하며, 멀리 있는 자는 바라보고 그를 본받으려 하는데, 어찌하여 현명한 사람의 지위에 있으면서 서민의 행동을 합니까? 무릇 급히 재물의 이익을 구하는 것은 항상 궁핍해질까를 걱정하는 것이니 서인(庶人)의 뜻이며, 급히 인의(仁義)를 구하는 것은 항상 백성들을 교화시키지 못할까 두려워하는 것이니, 대부의 뜻입니다.
주역(周易)에서는 ‘지고서 수레를 타면 도적이 이른다.’라고 하였습니다. 수레를 타는 사람은 군자의 지위이고 짐을 짊어지는 사람은 소인의 일을 하는 사람이니, 이것은 군자의 자리에 있으면서 서민의 행동을 하는 자에게는 환란과 화가 반드시 이를 것이라는 것을 말한 것입니다. 만약에 군자의 지위에 있으면서 군자의 행동을 감당한다면 공의휴(公儀休)가 노나라의 재상이 되어서 한 일을 버리고는 할 수 있는 일은 없습니다.
춘추(春秋)의 대일통(大一統)이라는 것은 천지의 변하지 않는 진리이며, 옛날부터 오늘날까지 통관하는 이치입니다. 지금의 스승들은 도를 달리하고, 사람들은 논의를 달리하고, 백가(百家)들은 방향을 달리하여 지향하는 뜻이 다르니, 이리하여서 위에서 일통(一統)을 유지할 수가 없어서 법률과 제도가 자주 바뀌고, 아래에서는 지켜야 할 것을 모릅니다.
신은 어리석으나 여러 육예(六藝)의 과목과 공자의 학술에 들어 있지 않은 것은 모두 그 도를 끊어서 나란히 나아가지 못하게 하여야 치우치거나 옳지 않은 학설이 없어지며 그런 후에야 통치 기강이 하나가 될 수 있고, 법률과 제도가 밝아지며, 백성들은 좇을 바를 알게 된다고 생각합니다.

무제는 그 대책을 훌륭하다 하여서 동중서를 강도(江都, 치소는 광릉, 강소성 양주시)의 재상으로 삼았다. 동중서는 젊어서 춘추를 공부하여 효경제 때에 박사가 되었는데, 나아가고 물러가며 받아들이고 그만두는 것에서 예가 아니면 행하지 아니하여 학자들이 모두 그를 스승으로 삼고 존경하였다. 강도국(江都國)의 재상이 되자 역왕(易王)을 섬기게 되었다. 역왕은 황제의 형이라 평소 교만하고 혈기 있으며 용감한 것을 좋아하였는데, 동중서가 예를 가지고 바르게 고쳐주니, 왕도 그를 존경하고 중히 여겼다.
그는 무제에 대한 상주 후에 강도왕(江都王)의 상(相) 대신으로 전출되었는데 《춘추》의 재이(災異)의 기사를 응용하여 비를 오게도 하고 그치게도 했다고 한다. 그러나 요동의 고조묘(高祖廟)의 화재 등에 대한 말 때문에 일단 사형까지 선고받았으나, 조칙에 의하여 용서되고 이후는 재이의 일을 입에 올리지 않게 되었다고 한다. 승상 공손홍은 같이 《춘추》를 익히고 있었으나 학력이 동중서에 미치지 못함을 시기하여 다시 그를 교만하기로 이름나 있는 교서왕 유단의 상(相)으로 전출시켰다. 그는 얼마 후에 신병을 이유로 사임하고 이후 집에 거처하면서 저술과 교수에 전념하였다. 그러나 조정에서는 처리하기 어려운 사건이 일어나면, 정위 장탕이 직접 그의 집에 찾아가 해결 방법을 물었다고 한다. 잔혹한 법률의 집행으로 유명한 장탕과 순수한 유학자인 동중서와의 결부는 일견 기묘하지만, 한대의 정치는 그와 같이 유학을 교묘하게 이용하여 행해졌던 것이다.

## 저서
기록에 의하면, 동중서가 최초로 집필한 저서로 동중서백이십삼편(董仲舒百二十三篇), 문거(聞舉), 옥배(玉杯), 번로(蕃露), 청명(清明), 죽림(竹林)등 여러 저서가 있고, 공양동중서치옥십육편(公羊董仲舒治獄十六篇) 등이 있다.(동중서백이십삼편은 동중서가 상소등 여러 문서를 모은 것이다. 한서 동중서전에 수록된 현랑대책(賢良對策)은 아마도 동중서백이십삼편의 일부로 보인다.) 문거(聞舉), 옥배(玉杯), 번로(蕃露), 청명(清明), 죽림(竹林)등 여러 저서는 주로 춘추의 득과 실을 저술한 것이다. 공양동중서치옥십육편은 춘추공양전의 글의 내용을 따라서 현실에서 일어난 사건을 단죄를 하였던 재판기록 모음집이다.

### 《춘추번로》
현재 유일하게 전해지고 있는 책인 춘추 번로(春秋繁露)는 동중서의 저작한 것이라고 전해진다. 그런데 현존 춘추번로는 한나라 시대와 동시에 흩어졌던 동중서의 저술서를 남북조 시대에 누군가가 재편집한 설이 있다. 그 중에 공양동중서치옥십육편 만은 춘추번로에는 수록되지 않았고. 공양동중서치옥십육편은 다른 학자들의 책 속에 인용과 주석으로 전해지고 있어서 나타난 설이다.

## 참고 문헌
- 이 문서에는 다음커뮤니케이션(현 카카오)에서 GFDL 또는 CC-SA 라이선스로 배포한 글로벌 세계대백과사전의 내용을 기초로 작성된 글이 포함되어 있습니다.